# Laški Rovt
Laški Rovt (IPA: [ˈlaːʃki ˈɾoːu̯t]) è un insediamento (naselje) di 49 abitanti, della municipalità di Bohinj nella regione statistica dell'Alta Carniola in Slovenia.